# Janez Krajnc
Janez Krajnc, slovenski učitelj, * 14. maj 1817, Brestanica, † 28. januar 1908, Dunaj.
Krajnc se je rodil v Rajhenburgu (sedaj Brestanica). Služboval je kot podučitelj pri Sv. Jurju ob južni želeleznici sedaj Šentjur (1838–39) in do 1841 v Kapli (nem. Kappel an der Drau) na Koroškem, kot  učitelj do 1843 v Pliberku, nato do 1849 na dekliški šoli v Celju, v Braslovčah (do 1850); kje je bil nameščen do 1852, ni znano; v tem letu je postal učitelj glavne šole v Mariboru, kjer je deloval do 1884; v Mariboru je bil tudi imenovan za okrajnega šolskega nadzornika. Seznanil se je s Slomškom ob njegovem šolskem ogledu v Celju. Krajnc je bil vzorni učitelj, o čemer priča več pohvalnih lastnoročnih Slomškovih pisem. Sestavil je dva učbenika, za  pouk slovnice »Nemško-slovensko pismenost za prve šole« (Drobtinice, 1848–1850), ter po naročilu lavantinskega knezoškofa Slomška in po njegovem zgledu berilo »Mali Blaže v prvi šoli. Kako se hitro brati uči« (Ljubljana, 1850).